# Karen National Union

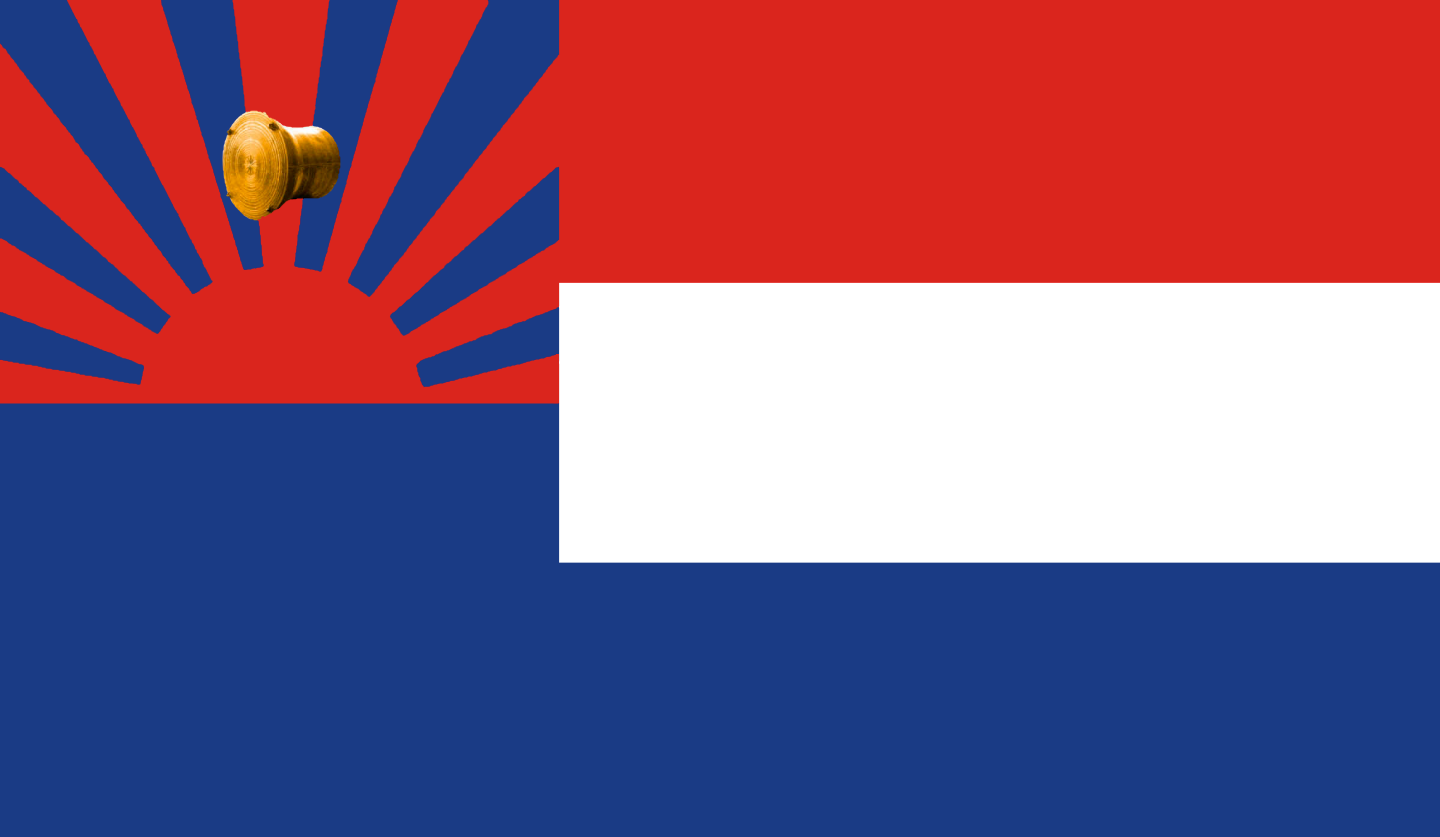
Die Offizielle Flagge der KNU

Die Karen National Union (KNU) ist eine politische Gruppierung, die im Grenzgebiet zwischen Thailand und Myanmar, dem ehemaligen Birma, operiert. Die KNU besitzt zwei bewaffnete Arme, die Karen National Liberation Army (KNLA) und die Karen National Defence Organisation (KNDO). Die KNU sieht sich als legitime Regierung des Karen-Staates und versucht, staatliche Strukturen in den von ihr kontrollierten Gebieten zu errichten und zu betreiben. Nach dem Waffenstillstand 2012 kontrollierte die KNU eine Bevölkerung von zirka 800.000 Menschen, davon 100.000 exklusiv.
Seit 1948 kämpft die KNU gegen die birmanische Zentralregierung für einen unabhängigen Karen-Staat, der in der Sprache der Karen Kawthoolei genannt wird. Die KNU ist die größte Widerstandsgruppe der Karen in Myanmar. Die KNU operiert primär im heutigen Kayin-Staat. Im Jahre 2006 befand sich das Hauptquartier der KNU in Mu Aye Pu im Kayin-Staat an der Grenze zu Thailand. Im Januar 2012 wurde ein erstes Waffenstillstandsabkommen zwischen KNU-Vertretern und der Zentralregierung unterzeichnet. Nach dem Putsch 2021 unterstützte die KNU die Exilregierung des Landes und nahm den bewaffneten Kampf mit der Militärregierung wieder auf.

## Geschichte
Die KNU wurde am 5. Februar 1947 gegründet, nachdem Gespräche in London für einen unabhängigen Karen-Staat gescheitert waren. Der erste Vorsitzende der KNU war Saw Ba U Gyi, ein Karen-Politiker, der schon unter der britischen Kolonialregierung Ministerposten innehatte. Er wurde 1950 von birmanischen Soldaten ermordet. Bei der KNU handelte es sich um einen Zusammenschluss von 4 Organisationen: Karen National Association KNA geführt von T. Thanbyah, Buddhist Karen National Association BKNA geführt von Sayadaw U Panda Wuntha und Saw Ba Than Shwe, Karen Central Organisation KCO geleitet von Saw Tha Din und der Karen Youth Organisation KYO geführt von Saw San Po Phin. Auf demselben Kongress wurde beschlossen, die Karen National Defense Organization KNDO zu günden.
Die KNA wurde bereits 1871 gegründet, also zu einer Zeit, wo es noch einen Unabhängigen Staat Burma gab. Erst 1886 übernahmen die Briten die komplette Kontrolle über das Gebiet des heutigen Staates Myanmar. Die KNA kämpfte auf britischer Seite gegen das Königreich Burma und war auch im Zweiten Weltkrieg mit den Briten verbündet. Die KNA wurde von der britischen Armee mit Waffen versorgt und von ihr ausgerüstet.
Eine Nationalhymne für die Karen wurde 1928 von Saw Tha Aye Gyi geschrieben. 1937 wurde die bis heute gebräuchliche Fahne von der KNA geschaffen. Sie wurde zum ersten Mal am Nationalfeiertag der Karen 1937 gehisst.
Am 27. Januar 1947 wurde nach Gesprächen von Aung San mit der britischen Regierung klar, dass Burma in einem Jahr unabhängig von der Krone werden würde. Die KNU wurde aufgrund dieses Hintergrundes gegründet und sollte die verschiedenen Karen-Organisationen vereinigen, um eine stärkere Position über Unabhängigkeitsgespräche mit den Briten und Aung San zu haben.
Die KNU nahm an der Karen Panglong-Konferenz am 7. Februar 1947 nicht teil und unterzeichnete damit auch nicht die Panglong-Vereinbarung am 12. Februar 1947. Die Panglong-Konferenz sollte die Zusammenarbeit zwischen der zukünftigen Zentralregierung des Landes und den verschiedenen Ethnien klären. Ausdrücklich wurde die Möglichkeit des Austritts von Volksgruppen 10 Jahre nach der Gründung eines Zentralstaats festgelegt. Die KNU beruft sich heute auf die Konferenz, obwohl sie kein Teilnehmer war. Die KNU erwartete 1947 eine völlige Unabhängigkeit ihres Gebietes von der Britischen Krone und wollte kein Bestandteil eines zukünftigen Burma sein. Die KNU sah keine Notwendigkeit zur Teilnahme an der Konferenz.
Am 4. Januar 1948 wurde Burma in die Unabhängigkeit entlassen. Am 11. Februar 1948 organisierte die KNU landesweite Proteste für einen unabhängigen Karen-Staat. Die Forderungen der Demonstranten waren wie folgt.
- Für uns kommt eine Kapitulation nicht in Frage.
- Die Anerkennung des Karen-Staates muss abgeschlossen sein.
- Wir werden unsere Waffen behalten.
- Wir werden über unser eigenes politisches Schicksal entscheiden.

Am 26. August 1948 startete die KNDO einen Aufstand und nahm am 1. September 1948 Moulmein ein, ihr langjähriges Hauptquartier. Am 14. Juni 1949 rief die KNU die Unabhängigkeit des Karen-Staates von Burma aus. 1950 gründete die KNU die KNLA.
In den letzten 40 Jahren wurden die KNU und KNLA primär von einem Karen-Politiker mit Namen Bo Mya geführt, der Ende 2006 im Exil in der thailändischen Grenzstadt Mae Sot verstarb. Ebenfalls bei Mae Sot wurde am 14. Februar 2008 der KNU-Generalsekretär Mahn Sha Lar Phan ermordet; ohne dass die Verantwortlichkeit feststeht, wurde sofort die Militärregierung von Myanmar hinter dem Mord vermutet, da Mahn Shas Name dem Vernehmen nach auf einer einschlägigen Hitliste der Regierung enthalten war. Am 20. Oktober 2008 wurde Zipporah Sein auf dem 14. Kongress der KNU zur neuen KNU-Generalsekretärin gewählt.
Über viele Jahre beherrschten KNU und KNLA die Grenzgebiete zwischen Thailand und Myanmar. Dadurch konnten sie große Einnahmen aus Zöllen aus dem Grenzverkehr erzielen. Aber seit dem Beginn der 1990er-Jahre wurde die KNLA von der myanmarischen Regierung immer mehr aus ihren Gebieten zurückgedrängt. Erschwerend kam hinzu, dass sich 1994 eine Gruppe buddhistischer Karen von der primär christlich geführten KNU abspaltete. Die Democratic Karen Buddhist Army entstand, die einen Waffenstillstand mit der myanmarischen Regierung, dem Staatsrat für Frieden und Entwicklung (SPDC), vereinbarte. Durch diese Abspaltung ging der KNU ihr wichtiges Hauptquartier Manerplaw am Saluen-Fluss verloren. Aufgrund der Kenntnisse über die Verteidigungsstellungen und die Lage der Minenfelder konnten die myanmarischen Truppen Manerplaw erobern. Heute verfügt die KNLA über kein eigenes Territorium mehr und beschränkt sich auf Guerilla-Methoden.
Im Jahre 2004 wurde ein informeller Waffenstillstand zwischen der KNLA und der myanmarischen Militärregierung geschlossen. Diese nahm den Waffenstillstand aber nie ernst. Im Gegenteil, seit dem Waffenstillstand versuchte sie, ihre Position im Karen-Gebiet durch den Bau von Straßen und Stützpunkten auszubauen. Der mündliche Waffenstillstand wurde von Bo Mya bei einer Reise in die damalige myanmarische Hauptstadt Rangun vereinbart. Seit Oktober 2006 fühlt sich die KNLA nicht mehr an diesen gebunden, da er von der Zentralregierung zu oft gebrochen wurde. Zurzeit versucht die 7. KNLA-Brigade einen eigenen Separatwaffenstillstand mit der myanmarischen Regierung zu verhandeln.
Heute leben die meisten Führer der KNU und KNLA in Flüchtlingslagern in Thailand oder in den thailändischen Grenzstädten Mae Sot, Mae Sariang und Mae Hong Son. Zirka 150.000 Karen leben in Flüchtlingslagern in Thailand, primär in der thailändischen Provinz Tak, und die KNU versucht diese über verschiedene Unterorganisationen zu betreuen. Es gibt insgesamt zirka sechs bis sieben Millionen Karen, primär in Myanmar, aber auch in Thailand.
Der Karen-Konflikt ist der am längsten anhaltende Bürgerkrieg in der heutigen Zeit. Er wird vom myanmarischen Militär (Tatmadaw) mit großer Härte geführt. Neben den Flüchtlingen in Thailand gibt es Hunderttausende von internen Flüchtlingen in Myanmar, IDPs genannt.
Im Januar 2012 unterzeichneten eine Delegation der Regierung und KNU-Vertreter in Hpa-an, der Hauptstadt des östlichen Bundesstaates Karen, ein sofortiges Waffenstillstandsabkommen. Von der Regierungsseite aus wurden die Verhandlungen vom Eisenbahnminister Aung Min geleitet. Es ist das erste Mal seit Beginn der Kämpfe, dass Karen-Vertreter auf eine Vereinbarung mit der Zentralregierung eingegangen sind. Die Vereinbarungen mit der Zentralregierung und der Regionalregierung des Karen-Staates garantieren den Karen u. a. Bewegungsfreiheit im ganzen Land. Diese war zuvor von der Regierung reglementiert worden. Die Zentralregierung habe die Zugeständnisse jedoch nur unter dem Vorbehalt der Zustimmung des Verteidigungsministers gemacht.
Nach dem Militärputsch 2021 nahmen die KNU und ihre bewaffneten Organisationen den bewaffneten Kampf wieder auf. 2024 starteten sie eine Offensive gegen das in Regierungshand befindliche Myawaddy im Grenzgebiet zu Thailand.
Im Februar 2023 forderten 68 karenische Organisationen den Rücktritt des kompletten Exekutivkomitees der KNU. Als Grund nannten die Organisationen die Beteiligung des Komitees an KK Park einem Projekt, welches zusammen mit chinesischen Investoren 1919 gestartet wurde. Das Immobilienprojekt an der thailändischen Grenze verwandelte sich in eine Online Scam Fabrik, wo Hunderttausende um ihr Vermögen gebracht wurden, und Tausende von Arbeitern wie Sklaven gehalten wurden. Am 27. April 2023 erklärte die KNU, dass es Konsequenzen geben würde, wenn sich herausstellen würde, dass etliche Mitglieder wirklich an diesen Online Scam Aktivitäten beteiligt gewesen sind. Die Betroffenen verteidigten sich, indem sie behaupteten, von Online-Scams nichts gewusst zu haben und lediglich Pachtverträge an chinesische Investoren unterstützt zu haben. Am 10. August 2023 erklärte die KNU, nichts gegen die Mitglieder des Komitees in der Hand zu haben und keine weiteren Investigationen durchzuführen.

## Organisation der KNU

### Distrikte
Die KNU ist in Distrikte eingeteilt, welche den Brigaden der KNLA entsprechen. Jeder Distrikt verfügt über ein eigenes Distrikt-Büro.

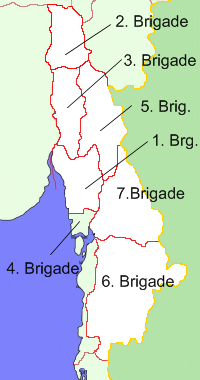
Distrikte der KNU

Die KNU gliedert sich in sieben Distrikte:
| Brigade    | Distrikt                | Myanmarische Regierung   |
| 1. Brigade | Du Tha Htu-Distrikt     | Thaton-Distrikt          |
| 2. Brigade | Tha Ow-Distrikt         | Toungoo-Distrikt         |
| 3. Brigade | Kler Lwee Htuu-Distrikt | Nyaunglebin-Distrikt     |
| 4. Brigade | Mergui Tavoy-Distrikt   | Tavoy-Distrikt           |
| 5. Brigade | MuThraw-Distrikt        | Papun-Distrikt           |
| 6. Brigade | Duplaya-Distrikt        | Kya In Seik Kyi-Distrikt |
| 7. Brigade | Pa-An-Distrikt          | Pa-An-Distrikt           |

Anmerkung: Der Mergui Tavoy-Distrikt befindet sich nicht im Kayin-Staat, sondern im nördlichen Mon-Staat.
Die von der KNU beherrschten Gebiete werden Kawthoolei genannt. Distrikte sind in Gemeinden (Townships) und Dörfer eingeteilt. Auf jeder Verwaltungsebene werden Repräsentanten der KNU eingesetzt. In einer Umfrage wollen 91 % der Befragten von der KNU regiert werden.

### Kongresse
Das exekutive Zentralkomitee der KNU wird alle 4 Jahre auf einem Kongress demokratisch gewählt. Die KNU besteht aus 12 Abteilungen, deren Direktoren ebenfalls gewählt werden. Der 17. Kongress der KNU fand im Mai 2023 statt. Dabei wurde die Anzahl der Abteilungen von 14 auf 12 reduziert. Der 17. Kongress wurde von 200 Delegierten der Distrikte und der bewaffneten Organisationen besucht und fand an einem geheimgehaltenen Ort im Karen-Staat statt.

### Exekutives Zentralkomitee
Besteht aus 11 Mitgliedern. Als Vorsitzender wurde Padoh Saw Kwe Htoo Win gewählt, als stellvertretender Vorsitzender Padoh Saw Hser Gay, Generalsekretär Padoh Saw Ta Doh Moo, stellvertretende Sekretäre Padoh Saw Thaw Thi, Padoh Saw Hla Tun und 7 weiteren Mitglieder Padoh Saw Eh Kler Say, Padoh Saw Taw Nee, Padoh Naw Dah Dah, Padoh Saw Law Eh Moo, Brigade General Saw Tamala Thaw, General Saw Johnny.

### Abteilungen
- Finance and Revenue Department (Padoh Saw San Dala Du)
- interior and Religion Department (Padoh Saw Kanae Phaw)
- Education and Culture Department (Padoh Saw Law Eh Moo)
- Agriculture Department (Padoh Saw Lay Say)
- Transportation and Communication Department (Padoh Saw Kler Say)
- Breeding and Fishery Department (Padoh Mahn Kennedy)
- Defense Department (Padoh Saw Hser Gay)
- Foreign Affairs Department (Padoh Saw Taw Nee)
- Head of the Health and Welfare Department (Padoh Saw Diamond Khin)
- Mining Department (Padoh Saw Hser Pwe)
- Justice Department (Padoh Naw Lwe Htoo Say)
- Forestry Department (Padoh Mahn Ba Tun)

### Fraktionen
Seit dem Beginn der Waffenstillstandsverhandlungen 2012 gab es mehrere Fraktionen in der KNU. Das sind diejenigen, welche einen Kompromiss mit der Zentralregierung suchen, und diejenigen, welche einen solchen ablehnen. Seit 2012 befinden sich diejenigen an der Macht, welche einen Kompromiss mit der Zentralregierung suchen und Frieden befürworten. Dementsprechend tat sich die KNU schwer, Kämpfen nach dem Putsch 2021 zuzustimmen. Aber einige Einheiten der KNLA und KNDO schlugen auf eigene Faust zu. Die Friedens-Befürworter befanden sich primär in Thailand, während in Gebieten unter vollständiger Kontrolle der KNU die Anti-Junta-Kräfte überwogen. In solchen Gebieten überwiegt das Misstrauen gegenüber den in Thailand lebenden Repräsentanten, welche Frieden mit der Militärregierung wünschen. In den Dörfern wurde vermutet, dass die Repräsentanten den Frieden förderten, um besser ihren eigenen Geschäften nachgehen zu können.

## KNU und NLD
Die Karen setzten große Hoffnungen in die 2015 gewählte zivile Regierung, gestellt von der National League for Democracy NLD. Aber viele wurden enttäuscht. Die NLD setzte sich nicht entschieden für die Belange der ethnischen Gruppen und Föderalismus ein. Die NLD setzte sich für die Demokratisierung des Landes ein – oftmals ein Konflikt mit den Rechten der Minderheiten. Die NLD schlug Verfassungsänderungen vor, diese waren aber nicht auf Föderalismus ausgerichtet. Und die NLD wurde klar von der Mehrheitsbevölkerung der Burmesen dominiert. Die KNU fordert eine neue Verfassung, die in erster Linie föderalistisch ausgerichtet ist und erst in zweiter Linie demokratisch. Die KNU setzte auf eine dezentrale Gesundheitsversorgung unter Führung des Departments KNU Department of Health and Welfare, die NLD auf eine zentrale Gesundheitsvorsorge unter der Federführung des Ministeriums Ministry of Health and Sports. Die NLD akzeptierte nicht die Führung der KNU im Bereich Gesundheitsversorgung in ihren Gebieten. Andere Meinungsverschiedenheiten erwuchsen über die Frage bei Infrastrukturprojekten wie dem Asian Highway, welche von der Asian Development Bank finanziert wurden. Der Asian Highway 1 führt durch KNU kontrolliertes Gebiet. Ein weiteres Problem war der Hatgyi Dam. Die NLD Regierung bestand auf Plänen gegen den Willen der lokalen Bevölkerung. 2021 gab es große Probleme zwischen der KNU einerseits und der NLD Regierung und dem Militär andererseits. Dies führte zu wachsender Kritik am Waffenstillstand und den Verhandlungen mit der NLD.

## KNU und NUG
Nach dem Militärputsch am 1. Februar 2021 war die KNU eine der ersten bewaffneten ethnischen Organisationen, welche den Putsch am 14. Februar verurteilten. 85 Karen-Vereinigungen forderten die KNU auf, dem neuen Regime Widerstand zu leisten. Nach dem Putsch flohen viele Mitglieder der NLD und Beamte, welche offen auf Seite der NLD gestanden hatten, in von der KNU gehaltene Gebiete. Im Dezember 2021 griff die Armee das von der KNU beanspruchte Dorf Lay Kay Kaw an, in dem sich viele oppositionelle Burmesen niedergelassen hatten oder dort Schutz gesucht hatten. Seit Angriffen der Armee auf Dörfer unter der Verwaltung der KNU arbeitet diese eng mit der Exilregierung, kurz NUG, zusammen. Die KNLA unterstützte ab 2021 die bewaffneten Einheiten (kurz PDF) der NUG durch Training und Waffen. Ab dem Jahr 2022 führten die KNLA und die KNDO gemeinsame Operationen mit den PDF gegen die Militärregierung durch. Nach anfänglichem Widerstand in der Führung der KNU führte die KNU ab 2022 einen Krieg gegen die Zentralregierung und das Militär. Auch brach sie 2022 sämtliche Verhandlungen mit der Militärregierung ab.